# Яшмовий пляж (Севастополь)
Яшмовий пляж (крим. Yaşma plâj) — пляж в Бахчисарайському районі АР Крим, на території заказника «Мис Фіолент». Покриття — галькове. Над пляжем знаходиться Святогеоргіївскій чоловічий монастир. Від монастиря до пляжу ведуть сходи довжиною 800 сходинок. Вони були побудовані наприкінці XIX ст., під час святкування сторіччя цього монастиря. За місцевими переказами, спочатку вони складались із 819 сходинок, одначе після реконструкції їх залишилось 800.

## Легенда про монастир
Навпроти Святогеоргіївського монастиря височить скеля святого Явлення, на якій встановлено православний хрест. Згідно легенди, грецькі рибалки, які терпіли аварії біля кримських берегів, раптом побачили на вершині прибережній скелі Святого Георгія в обладунках. Коли буря вщухла, греки знайшли на скелі його образ. На згадку про цей чудовий порятунок вони вирішили заснувати у печерах на березі монастир в ім'я святого Георгія Переможця.
Хрест на скелі вперше встановили у 1891 році, однак він був знищений. Нинішній хрест був поставлений за сприяння Чорноморського флоту в 1991 році.

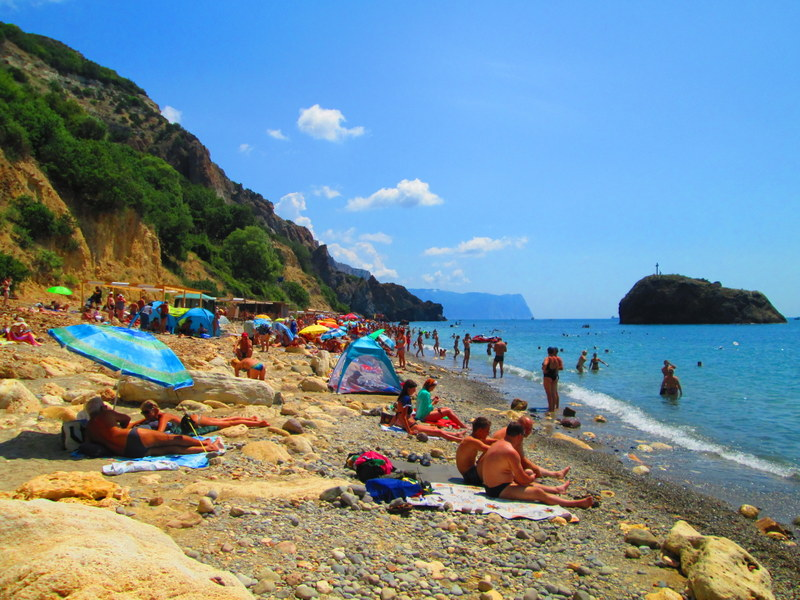
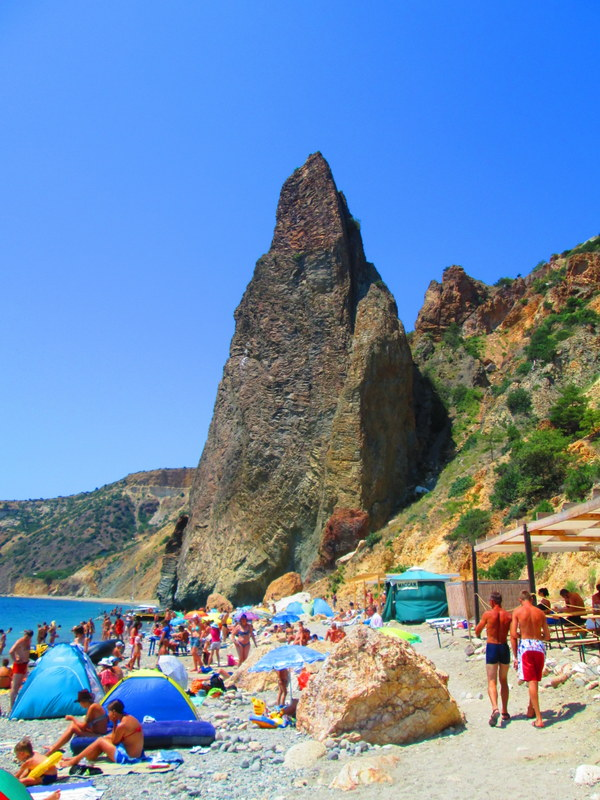
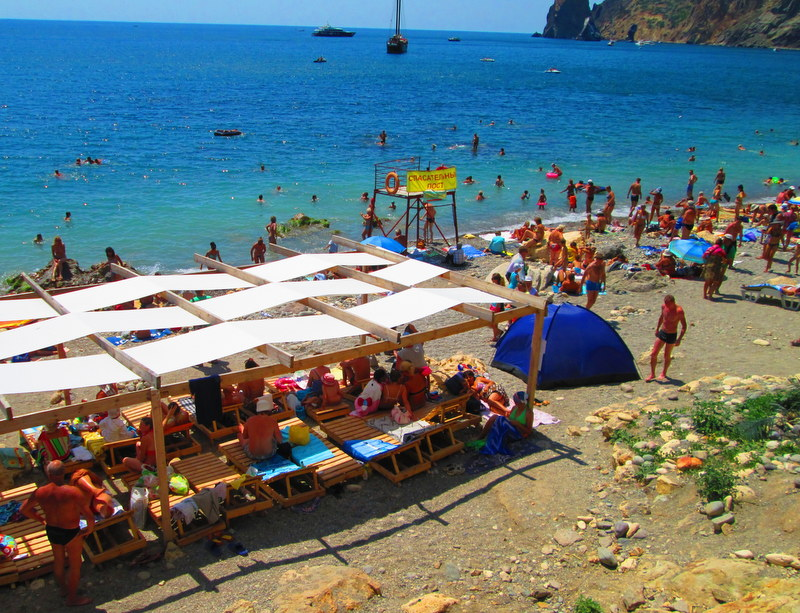
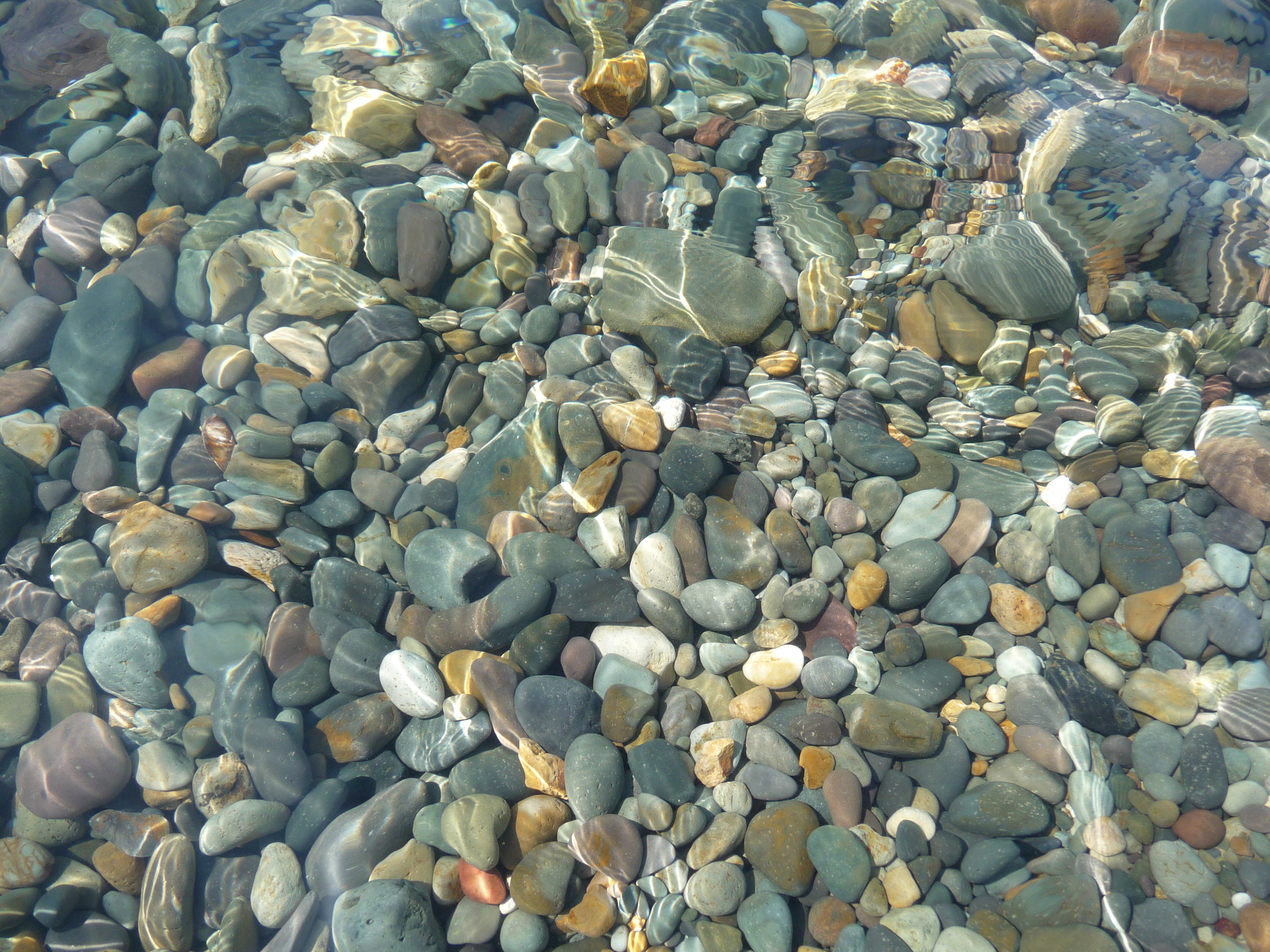